# یوشیوکی ساداموتو
یوشیوکی ساداموتو (انگلیسی: Yoshiyuki Sadamoto؛ زادهٔ ۲۹ ژانویهٔ ۱۹۶۲) طراح شخصیت، مانگاکا اهل ژاپن است.